# Андре Карофф
Андре Карофф (фр. André Caroff, 28 лютого 1924 — 9 березня 2009) — французький письменник-фантаст. Псевдонім Андре Карпузіса. Він був одним із провідних авторів видавництва Fleuve Noir.

## Біографія
У юності Андре Карофф мав різні професії (танцюрист, керівник відділу, водій таксі тощо), перш ніж опублікувати свій перший роман у збірці «Spécial police du Fleuve noir», одним із стовпів якої він швидко став, а потім приєднався до колекції «Туга» до знаменитих обкладинок «черепа» підписав Мішеля Гурдона. У цій збірці він, зокрема, опублікував сімнадцять романів із серії M Atomos, яка описує злодіяння диявольської японки, яка вирішила знищити Сполучені Штати в помсту за бомбардування Хіросіми та Нагасакі.
Пишучи швидко, він написав не менше 33 романів для збірки «Передчуття» Fleuve noir. Між 1962 і 1989 роками він написав близько шістдесяти романів.
Він також використовує псевдоніми Daïb Flash, Rod Garaway і Ram Storga.

## Романи (неповний список)
- Серія «M Атомос»

1. Зловісна M Атомос (1964)
2. M Атомос поширює терор (1965)
3. M Атомос б'є головою (1965)
4. Міс Атомос (1965)
5. Повернення M Атомос (1966)
6. Міс Атомос проти ККК (1966)
7. Помилка M Атомос (1966)
8. M Атомос продовжує життя (1967)
9. Монстри M Атомос (1967)
10. M Атомос плює вогонь (1967)
11. M Атомос кусає нахабу (1967)
12. Темна M Атомос (1968)
13. M Атомос змінює шкіру (1968)
14. M Атомос чарівна (1969)
15. M Атомос прохолоджується (1969)
16. Слід M Атомос (1969)
17. M Атомос шукає маленького звіра (1970)

- Серія «Сага про червоних»

1. Полон часу (1982)
2. Розплавлений метал (1982)
3. Пісочна пастка (1982)
4. Птах у цементі (1983)

- Серія «Стрижень»

1. Род, боєць майбутнього (1980)
2. Род, загроза Оксімі (1980)
3. Род, Космічний патруль (1980)
4. Стрижень, вакуум 02 (1980)